# Paroedura picta
Paroedura picta es una especie de geco del género Paroedura, familia Gekkonidae, orden Squamata. Fue descrita científicamente por Peters en 1854.

## Descripción
Puede alcanzar los 20,3 centímetros.

## Distribución
Se distribuye por Madagascar.